# Ivar Ch'Vavar

## Biographie
Ivar Ch’Vavar est un poète français, en français et en picard, né en 1951 à Berck-sur-Mer (Pas-de-Calais). Son père est ouvrier. Ivar passe sa petite enfance à Berck, premier lieu pour lui de ce que Christian-Edziré Déquesnes allait appeler plus tard le Grande Picardie Mentale. Le deuxième lieu est celui de sa grande enfance (1958-65), le village de Wailly-Beaucamp, où il vit ses premières expériences poétiques. Le troisième, Buire-le-Sec, où il retrouve ses grands-parents maternels (son grand-père est marchand et – surtout – réparateur de cycles). Buire et Wailly se situent dans l’arrière-pays de Berck.
Les premières lectures suivies d’Ivar Ch’Vavar sont les albums de Tintin de Hergé et Jules Verne, le premier grand choc poétique a lieu en 1960 ou 61 : Le Dormeur du val de Rimbaud.
Entré au collège-lycée de Montreuil-sur-Mer, ville ancienne, Ivar Ch’Vavar y fonde à la fin des années soixante un groupe surréaliste qui ne craindra pas de se réclamer de la sainte idiotie et de la ruralité. Avec notamment Fabrice Casadei (Haralde), Christian Marlin, Marie-Françoise Rosant, Françoise Minot, Bertrand Lampin, Marcel Dhoye, et, plus tard, Konrad Schmitt, jeune oncle d’Ivar, né à Buire en 1955. – Plus tard encore les derniers membres de ce groupe découvrent à la fois Georges Bataille et Guy Debord et fondent le Comité de la Côte d’Opale pour la Promotion des Luttes Radicales, avec Dominique Philippe et Jean-Luc Lemoine.
Très tôt, Ivar Ch’Vavar multiplie les petites plaquettes et les petites revues, les rencontres et les échanges. Il a repris à son compte le mot d’ordre d’Isidore Ducasse (Lautréamont) : « La poésie doit être faite par tous, non par un », et se compte parmi les « horribles travailleurs » appelés par Rimbaud.
Parmi les revues fondées par Ch’Vavar les plus connues sont L’Invention de la Picardie / L’Invincion del Picardie (1986-89) et Le Jardin ouvrier (1995-2003). Une forte anthologie du « J.O. » paraît en 2008 chez Flammarion (collection Poésie), avec un dessin de couverture d’Annette Messager.
La Grande Picardie Mentale (G.P.M.)
Elle a été fortement étayée par Ivar Ch’Vavar, dès avant la parution de La Forêt invisible, anthologie de la littérature d’expression picarde dirigée par Jacques Darras parue en 1985 (Ivar y a été chargé des 19e et 20e siècles). Dans l’esprit de Ch’Vavar, la Picardie, si elle a bien un territoire (correspondant grosso modo aux régions Picardie et Nord-Pas-de-Calais et aux deux tiers du Hainaut belge), est avant tout une idée, un projet – et la figure du lieu même, à creuser autant qu’à édifier. Ce lieu a deux langues propres : le picard et le flamand de France, et une langue largement partagée : le français. Ch’Vavar n’est qu’un des inventeurs de la Grande Picardie Mentale, mais celui qui va le plus loin peut-être dans sa fondation poétique et politique. Il va de soi qu’il ne reconnaît pas le nom minable et ridicule, le nom de lotissement dont s’est trouvé affublée la partie française de la G.P.M., à savoir les Hauts-de-France.
Ch’Vavar a publié plusieurs livres et plaquettes en picard, dont Ichi leu (Ici là, dans le parler de Wailly-Beaucamp, 2009) et Ch’miloé din ch’tiloé (Le tiroir au miroir, 2023). Il a traduit en picard, entre autres poèmes fameux (et difficiles), Berck-Plage, de Sylvia Plath, Le Naufrage du Deutschland de Hopkins et le Jabberwocky de Lewis Carroll.
Camarades
Le travail collectif a beaucoup occupé Ivar Ch’Vavar, travail réflexif (en particulier avec Pierre Vinclair, dans HauM ou Échafaudages dans les bois), travail d’écriture (avec Konrad Schmitt, Christophe Petchanatz, Stéphane Batsal...). Le besoin de l’autre se manifeste d’une façon plus paradoxale dans la création d’hétéronymes, plus de cent-trente, les plus connus étant Évelyne « Salope » Nourtier, Marie-Élisabeth Caffiez et Charlyne Marquillies. Ch’Vavar a évoqué cette question singulière des doubles ou des gémeaux dans un entretien avec Laurine Goudroye paru sous le titre Le haut de la kikisse dans les n°39 et 40 (numériques) de la revue Catastrophes.
Pour Ivar Ch’Vavar la poésie s’inscrit dans une histoire et devrait être l’affaire de tous. Le poème est un effort, un travail ; le vers est le nerf du poème ; la contrainte formelle peut être l’outil d’une grande libération. Ainsi du vers arithmonyme (fondé sur le nombre de mots) et du vers justifié (sur la longueur millimétrique) : accaparé par un travail artisan (ou ouvrier), le poète ne peut plus contrôler ce qui arrive dans le texte, et la contrainte se révèle plus performante que l’écriture automatique des surréalistes pour révéler « le fonctionnement réel de la pensée » (formulation d’André Breton).
À propos du travail théorique : « La réflexion des "Camarades" va porter principalement sur la contrainte elle-même, dont il faut comprendre le caractère nécessaire, sur la forme du poème, la musicalité, l’oralité... elle va porter aussi sur l’image, la notion de poésie "populaire", l’histoire de la poésie... mais sur la question de la beauté, encore, et celle du réel. » (4e de couverture d’Échafaudages dans les bois [I]).

## Publications

### Livres et plaquettes

#### Premières éditions
- Kémin d’krèq, avec Flip-Donald Tyètdégvau alias Konrad Schmitt (pcd), postface Marcel Hanart, Nords - Textes, Ottignies, 1978.
- Sur Berk, Boucherie, Berck, 1979
- Chl'Arfourdheuss suivi de Istoér d'ëme boutchér et de Histoér d'Hervey Sussex (dernier texte de Flip-Donald Tyètdégvau alias Konrad Schmitt (pcd)), ëd Glen More é-pi d'koér tchik z'œute, Boucherie, Berck, 1979
- François et Anatole (I), Boucherie, Berck, 1980 (repris dans François et Anatole (I et II)).
- Monsieur Rigel mort (repris dans Jour de glaire (Feuillées d'Hypnos, II)) suivi de Pour les vieilles (repris dans Bander en automne), revue L'Invention de la Picardie, Amiens, 2e trimestre 1985.
- Dernier hommage à André Breton, avec Flip-Donald Tyètdégvau alias Konrad Schmitt (pcd), La Poire d'Angoisse, Périgueux, 1986 (repris dans Jour de glaire (Feuillées d'Hypnos, II)).
- Les Nouveaux vers de la mort, M25, Ougrée, Belgique, 1987 (repris dans Berck (un poème)).
- Bander en automne (Feuillées d'Hypnos, III), La Poire d'Angoisse, Périgueux, 1987.
- Feuillées d'Hypnos, Cordialité de la Rouille, Formerie, Oise, 1988.
- Cantons noùs rachèngnes, Plis, Lompret, 1988 (repris dans Bander en automne).
- Jour de glaire, M25, Ougrée, Belgique, 1989 (repris dans Jour de glaire (Feuillées d'Hypnos, II)).
- Quate po.èmes pour ràpon.ne à René Blondel, Lune Product, 1989 (repris dans Ch'Bistècq suivi de Quate Poèn.mes).
- Poèmes d'adolescence 1966-1971, Cordialité de la rouille, Formerie, Oise, 1990.
- Couleurs cyclistes (Feuillées d'Hypnos, I), supplément revue L'Invention de la Picardie no 7, Amiens, 1991 (repris dans Jour de glaire (Feuillées d'Hypnos, II)).
- Mardi craù, Studio Verax, Berck, 1991 (repris dans Bander en automne).
- Zièpe, Ecbolade, 1991 (repris dans Berck (un poème)).
- Pichon vole, Studio Verax, Berck, 1991 (repris dans Berck (un poème)).
- Les Corneilles, Studio Verax, Berck, 1991 (repris dans Bander en automne).
- François et Anatole (II), Studio Verax, Berck, 1992 (repris dans François et Anatole (I et II)).
- Mme Vve, Édition de Garenne, 1992 (réédité dans Le marasme chaussé).
- Treize musiques, S.U.E.L., Berguette, 1996.
- Rue de la Marine, Le Jardin ouvrier, Amiens, 1996.
- Écrit en fumant du belge, Pierre Mainard, Bordeaux, 2001 (réédité dans Le marasme chaussé).
- la Grande tapisserie, la Vie secrète des mots, Grandfresnoy, 2006 (repris dans Poèmes justifiés - présentation provisoire).
- À la Barbe de Jules Verne - respectueusement -, poème chamanique, supplément revue Kminchmint no 2, Amiens, 2008 ; autre édition dans la Revue Jules Verne no 27, Jules Verne et la poésie, Centre international Jules-Verne 2008 (réédité dans Le marasme chaussé).
- L'Os du cosmos, En travers de mon nez suivi de Mon étui pénien, collection « Ré-apparitions », supplément revue Passages no 13, Saint-Amand-les-Eaux, 2008 (réédité dans Le marasme chaussé).
- Ezz innzou-d'braùs Audrey Hepburn / Les Aisselles d'Audrey Hepburn suivi de Chés Crotànys à Marilyn / Le Crottin de Marilyn, picard / français, collection « Ré-apparitions », supplément revue Passages no 17, Saint-Amand-les-Eaux, 2009.
- Mont-Ruflet, publié en feuilleton sur le site Poezibao, 2012[1] (réédité dans Le Caret).
- Bandes Passantes, éditions Voix de Garage, Amiens 2024.

Ivar Ch’Vavar a préparé une édition des Vers nouveaux d'Arthur Rimbaud (Lurlure, 2019).

#### Éditions définitives
- Jour de glaire (Feuillées d'Hypnos, II), supplément revue L'Invention de la Picardie no 9, Amiens, 1992 ; réédition L'Atelier de l'agneau.
- Berck (un poème), avec la participation de Konrad Schmitt (pcd), supplément revue L'Invention de la Picardie no 10, Amiens, 1993.
- Bander en automne, supplément revue L'Invention de la Picardie no 11, Amiens, 1994.
- Post-poèmes, supplément revue L'Invention de la Picardie no 12, Amiens, 1994.
- François et Anatole (I et II), Au rendez-vous des Yakoutes, Rang-du-Fliers, 1996.
- Hölderlin au mirador, Le Jardin ouvrier, Amiens, 1998 ; édition augmentée, Le Corridor bleu, Amiens, 2004 ; troisième édition, avec une préface d'Yves di Manno, 2020.
- Passage de Jean-Nicolas Arthur Rimbaud, supplément revue Le Jardin ouvrier no 2, Amiens, 1999 ; rééd. en pages centrales de A.R, Affaire Rimbaud, Dossier - 1, collection « Traits d'anges », supplément no 19, revue Ffwl Lleuw no 10, éd. Edzeur l'kémin ed tuthure, 2017.
- Ch'Bistècq suivi de Quate Poèn.mes, édition bilingue français-picard, Secondes Éditions du K. (reprises par Engelaere éditions), Douai, 1999[2].
- Poèmes justifiés - présentation provisoire (reprend entre autres la Grande tapisserie, la Vie secrète des mots, Grandfresnoy, 2006), supplément revue Kminchmint no 1, Amiens, 2006.
- Hon, l'être avec Christophe Petchanatz, le Corridor bleu, 2009.
- Ichi leu / Ici là, poème en picard de Wailly-Beaucamp, texte français et illustrations de Lucien Suel, glossaire, gloses, collection « des Martelières », éditions des Vanneaux, Montreuil-sur-Brêche, Oise, 2009.
- 32 haïkus, L'Atelier de l'agneau, Saint-Quentin-de-Caplong, 2010.
- Titre, éditions des Vanneaux, Montreuil-sur-Brêche, Oise, 2011.
- Le Caret (Ma mort avec Lucien Suel, Mont-Ruflet suivis de L’Arche), éditions des Vanneaux, Bordeaux, 2014.
- Le Tombeau de Jules Renard, 77 haïkus, illustration couverture de Dominique Scaglia, Éditions des Voix de Garage, Amiens, 2014[3].
- La Vache d'entropie, Lurlure, Caen, 2018.

Essais
- Travail du poème, préface de Laurent Albarracin, édition des Vanneaux, Montreuil-sur-Brêche, Oise, 2011, 380 p.
- Échafaudages dans les bois (I), co-édition le Corridor bleu et Lurlure, 2022.

### Livres d'Évelyne «Salope» Nourtier
- Écrits (1982-1991) (reprenant Pages choisies, collection « Plis » no 41, Lompret, 1987), le Corridor bleu, Lyon, 2002.
- Sur la plage de Berck et autres poèmes arithmonymes (avec la participation d'Ivar Ch'Vavar), Le Jardin ouvrier, Amiens, 2001.
- Louisa suivi de Derniers poèmes, L'Atelier de l'agneau, Saint-Quentin-de-Caplong, 2003.
- Le Poteau rose, anthologie des écrits d'Évelyne "Salope" Nourtier et Louisa Ste Storm, avec la participation d’Ivar Ch’Vavar et de Stéphane Batsal, dessins de Sophie Rambert, Le corridor bleu, Saint-Pierre, 2013.

### Réédition livres et plaquettes
- Le Marasme chaussé (reprenant entre autres Mme Vve, Écrit en fumant du belge, À la Barbe de Jules Verne et L'Os du cosmos, En travers de mon nez suivi de Mon étui pénien), collection « Poésie », Flammarion, 2012.
- Le Tombeau de Jules Renard et autres haïkus, Lurlure, Caen, 2022.

### Anthologie et autre
- Cadavre grand m'a raconté, La Poésie des fous et des crétins dans le Nord et la Picardie, L'Invention de la Picardie, Amiens, 1987 ; édition augmentée, le Corridor bleu, Amiens, 2005 ; coédition Lurlure et le Corridor bleu, 2015.
- Le Groupe surréaliste de Montreuil-sur-Mer, L'Invention de la Picardie, Amiens, 1995.

### Réédition revue
- Ivar Ch'Vavar & camarades, Le Jardin ouvrier, 1995-2003, anthologie, collection « Poésie », Flammarion, 2008.

### Sur lalittérature en langue picarde
(sous le nom de Pierre Ivart pour les études)
- Louis Seurvat, Poète patoisant picard (sur Louis Seurvat (pcd)), Université de Picardie, Amiens, 1983.
- L'œuvre d'Emmanuel Bourgeois (sur Émmanuel Bourgeois (pcd)), Université de Picardie, Amiens, 1987.
- Langue et littérature picardes, Bibliothèque départementale de la Somme, 1996.

### Articles
- « Histoire de la littérature d’expression picarde aux XIXe et XXe siècles », La Forêt Invisible. Au nord de la littérature française, le picard, anthologie de la littérature d’expression picarde, Jacques Darras (dir), Jacqueline Picoche, René Debrie, Pierre Ivart, éd. des Trois-Cailloux, Amiens, 1985,  (ISBN 2903082200)
- « Théophile Denis (1829-1908) », Nord’, revue de critique et de création littéraires du nord / pas-de-calais, no 16, p. 125, décembre 1990.

### Traductions
- Ech Magné d'Kèrci, traduction (en picard)-adaptation de la pièce d'Emmanuel Tonetti[4], collège Jules-Roy, Crécy-en-Ponthieu, 1991
- Version d'Ech Catieu d’Pinkigni de Pierre Garnier (à côté de celle de l'auteur et de celle d'Olivier Engelaere), Secondes Éditions du K. (reprises par Engelaere éditions), Arras, 2003,  (ISBN 2913934056)

### À paraître
- Dictionnaire du picard de Berck, éd. Engelaere.
- Échafaudages dans les bois (II), coédition le Corridor bleu et Lurlure.

## Entretien
- Participation aux entretiens du CD Je îl(e) déserte (avec Jude Stéfan, Philippe Blondeau, Maurice Mourier, etc.)[5], Tristan Felix / Laurent Noël, production L'Usine à muse, 2011.

#### Sur Ivar Ch'Vavar
- Revue Plein Chant, no 78-79, « Ivar Ch'Vavar, un "horrible travailleur" célébré par ses amis et complices » (Charles-Mézence Briseul, Daniel Compère, William Cliff, Yves di Manno, Pierre Garnier, Laurent Grisel, Nathalie Quintane, Valérie Rouzeau, Yves Bonnefoy, Bernard Noël, Michel Valprémy, Christian Edziré Déquesnes, Jean Le Boël, etc.), couverture Sébastien Morlighem, reprise de Jour de glaire (Ougrée, Belgique, M25, 1989) et Sur la plage de Berck et autres poèmes arithmonymes (Amiens, Le Jardin ouvrier, 2001) en Fac-similé, Bassac, hiver 2004-2005.
- Pierre Vinclair, Le Chamane et les phénomènes. La poésie avec Ivar Ch'Vavar, Caen, Éditions Lurlure, 2017.
- Charles-Mézence Briseul, Ivar Ch'Vavar, Éditions des Vanneaux, coll. « Présence de la poésie », 2017.
- Ivar Ch'Vavar, chaman camarade, in Le Matricule des Anges, n° 253, mai 2024, pp. 14-24.

#### Sur Évelyne «Salope» Nourtier
- Louisa Ste Storm, « Comment j'ai rencontré Évelyne "Salope" Nourtier, et m'a-t-elle mise aux plus mâles », Le Jardin ouvrier, Amiens, no 26 « poèmes, supplément »,‎ 2000 (lire en ligne). Repris dans Le Poteau rose, anthologie des écrits d'Évelyne "Salope" Nourtier et Louisa Ste Storm - voir plus haut).